# Netřebice (okres Nymburk)
Netřebice jsou obec v okrese Nymburk ve Středočeském kraji. Leží osm kilometrů východně od Nymburku. Mají 252 obyvatel.

## Historie
První písemná zmínka o obci pochází z roku 1186.
V obci Netřebice (500 obyvatel) byly v roce 1932 evidovány tyto živnosti a obchody: družstvo pro rozvod elektrické energie v Netřebicích, 2 hostince, 2 koláři, kovář, surové kůže, 2 obuvníci, 6 rolníků, řezník, sedlář, 2 obchody se smíšeným zbožím, spořitelní a záložní spolek v Netřebicích, trafiky.

## Obyvatelstvo
| Rok            | 1869 | 1880 | 1890 | 1900 | 1910 | 1921 | 1930 | 1950 | 1961 | 1970 | 1980 | 1991 | 2001 | 2011 | 2021 |
| -------------- | ---- | ---- | ---- | ---- | ---- | ---- | ---- | ---- | ---- | ---- | ---- | ---- | ---- | ---- | ---- |
| Počet obyvatel | 304  | 405  | 463  | 481  | 468  | 466  | 441  | 324  | 320  | 286  | 256  | 226  | 221  | 198  | 260  |
| Počet domů     | 36   | 40   | 46   | 51   | 58   | 62   | 91   | 94   | 90   | 86   | 79   | 90   | 94   | 95   | 104  |

## Obecní správa

### Územněsprávní začlenění
Dějiny územněsprávního začleňování zahrnují období od roku 1850 do současnosti. V chronologickém přehledu je uvedena územně administrativní příslušnost obce v roce, kdy ke změně došlo:
- 1850 země česká, kraj Jičín, politický i soudní okres Nymburk[7]
- 1855 země česká, kraj Mladá Boleslav, soudní okres Nymburk
- 1868 země česká, politický okres Poděbrady, soudní okres Nymburk
- 1936 země česká, politický i soudní okres Nymburk[8]
- 1939 země česká, Oberlandrat Kolín, politický i soudní okres Nymburk[9]
- 1942 země česká, Oberlandrat Hradec Králové, politický i soudní okres Nymburk[10]
- 1945 země česká, správní i soudní okres Nymburk[11]
- 1949 Pražský kraj, okres Nymburk[12]
- 1960 Středočeský kraj, okres Nymburk
- k 1. lednu 1980 Středočeský kraj, okres Nymburk, obec Úmyslovice[13]
- k 24. listopadu 1990 Středočeský kraj, okres Nymburk[13]
- 2003 Středočeský kraj, okres Nymburk, obec s rozšířenou působností Nymburk

### Obecní symboly
Znak a vlajka byly obci uděleny rozhodnutím předsedy Poslanecké sněmovny Parlamentu České republiky dne 6. ledna 2021.

## Doprava
Dopravní síť
- Pozemní komunikace – Obcí procházejí silnice II/329 Křinec - Netřebice - Poděbrady a II/330 Činěves - Netřebice - Nymburk.

- Železnice – Železniční trať ani stanice na území obce nejsou.

Veřejná doprava 2025
- Autobusová doprava – V obci měla zastávku autobusová linka 541 v trase Nymburk, hl. nádr. - Budiměřice - Netřebice - Úmyslovice - Senice - Okřínek, prodejna - Vrbice, U Váhy - Podmoky, U Kovárny - Městec Králové, nám. - Běrunice - Kněžičky - Dlouhopolsko. Dále do obce zajíždí vybrané spoje linky 674 v trase Nymburk, hl. nádr. - Budiměřice - Křečkov - Netřebice - Vestec - Křinec, nám. - Žitovlice - Košík - Rožďalovice, nám.

## Galerie

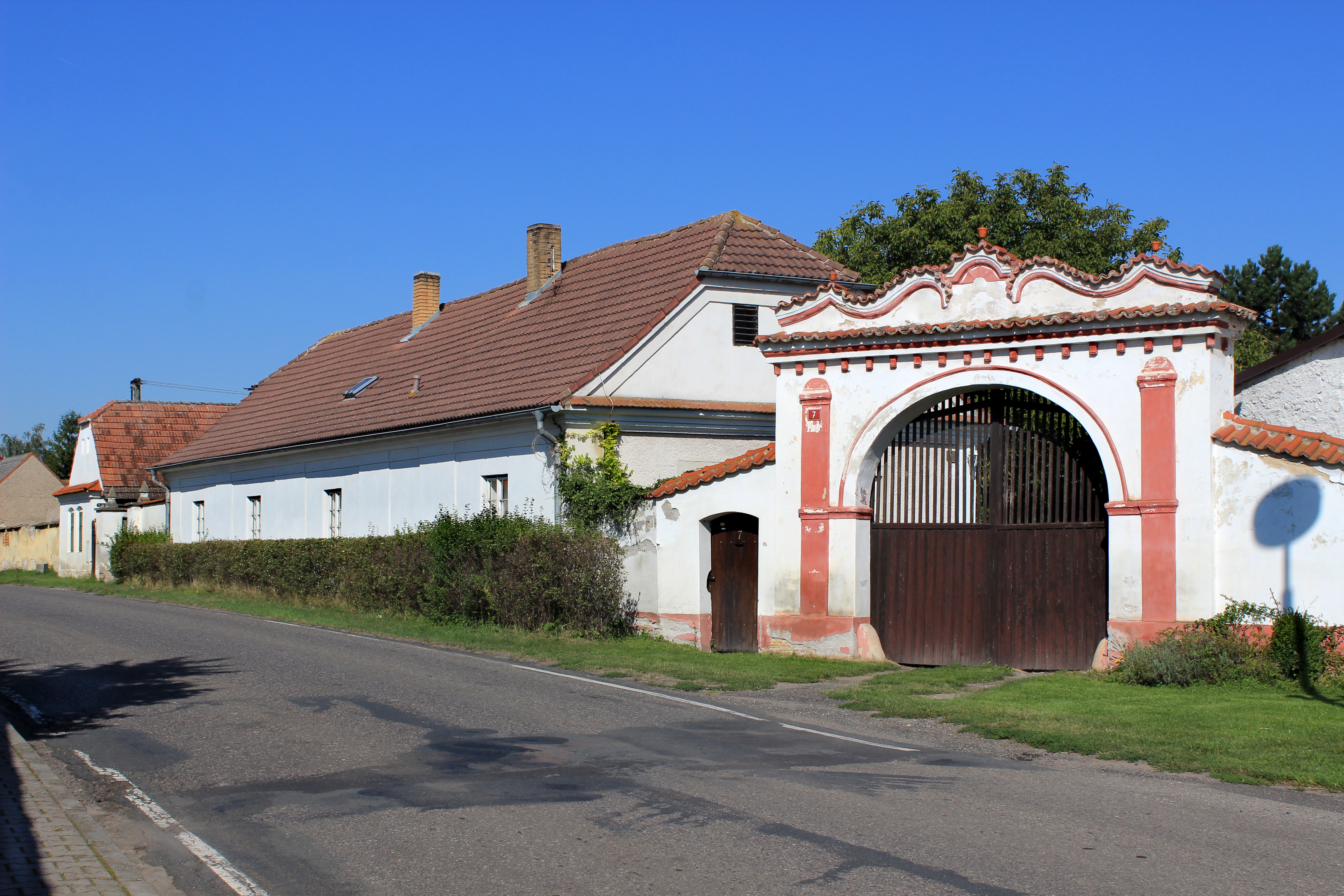
Opravený statek
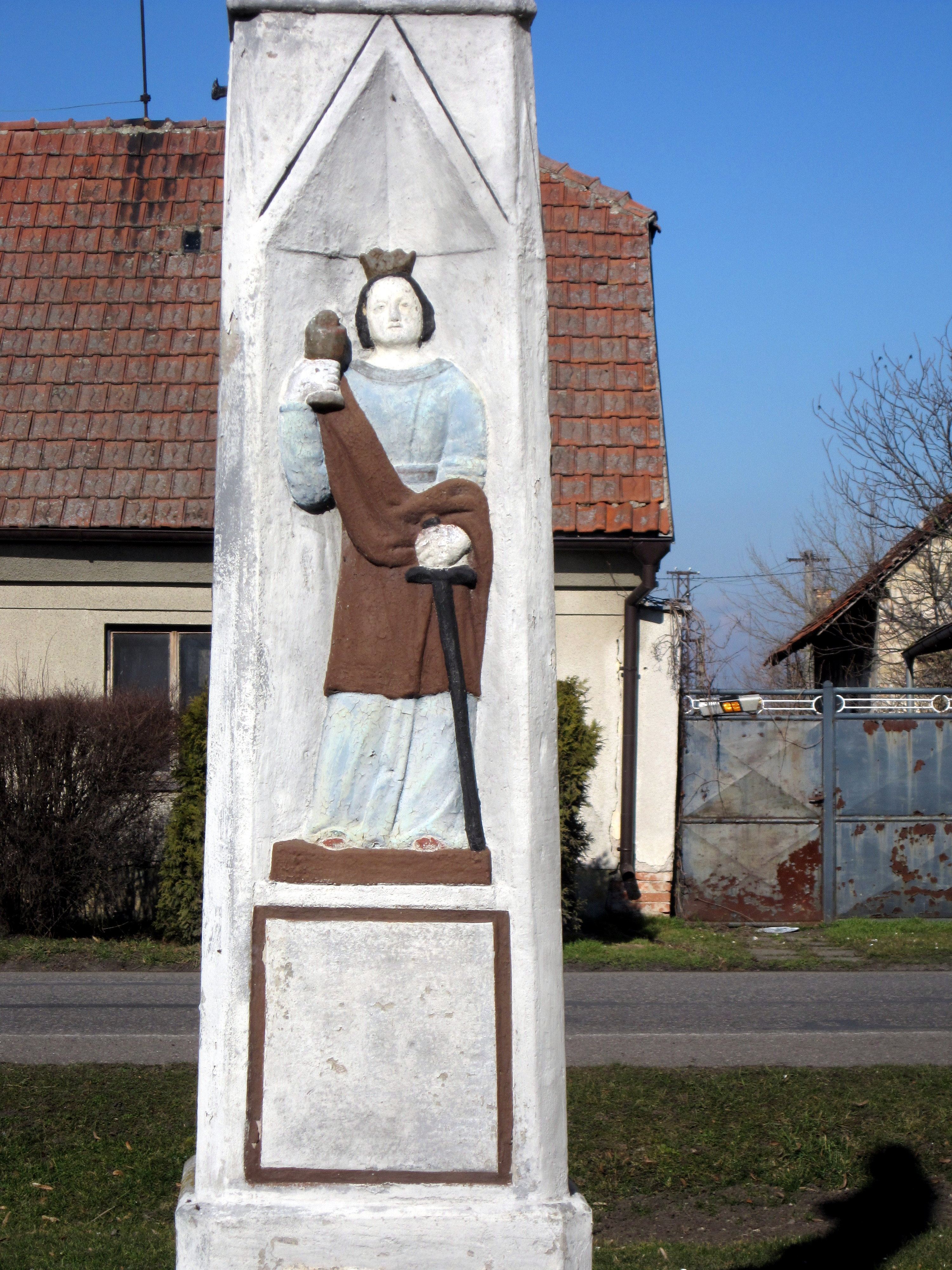
Zajímavá socha Panny Marie
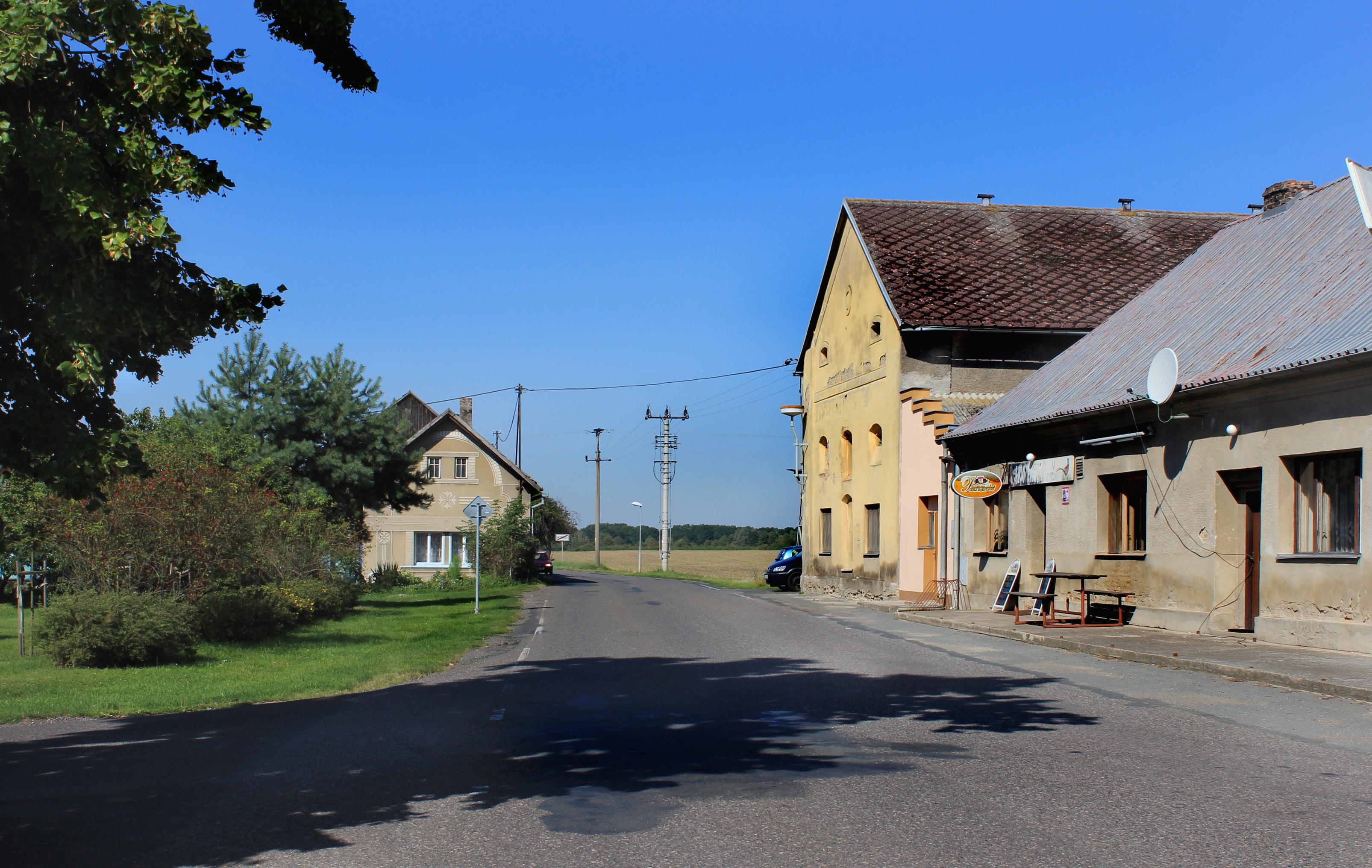
Silnice k Nymburku v západní části obce